# Herman Marinus van der Wijck

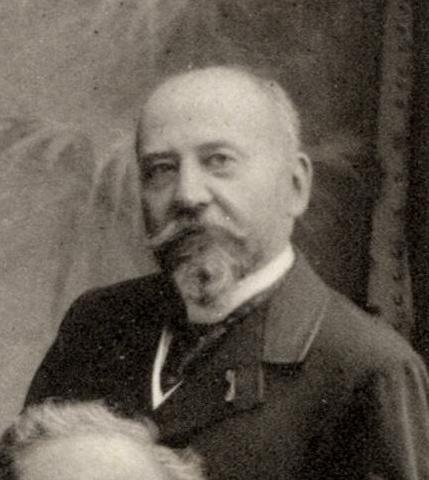
Herman Marinus van der Wijck (1894)

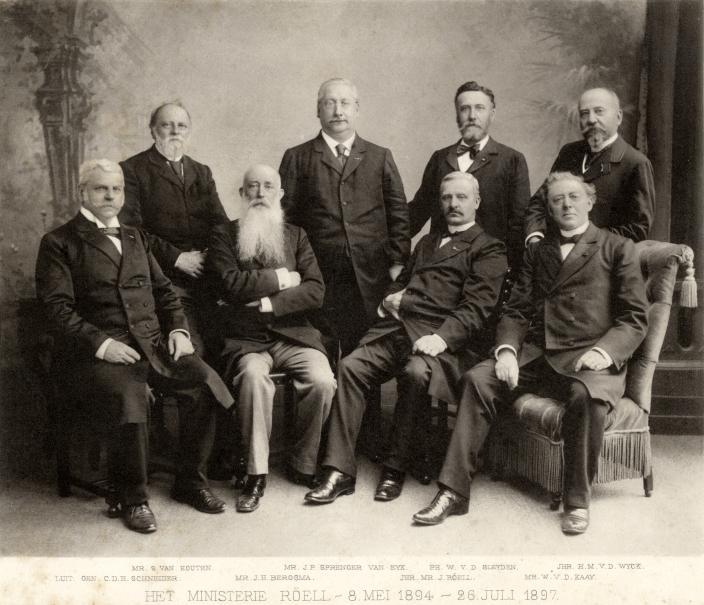
Van der Wijk (stehend, rechts) und das Kabinett Röell (1894)

Jonkheer Herman Marinus van der Wijck (* 26. Mai 1843 in Djokjakarta, Niederländisch-Indien; † 8. Dezember 1932 in Velp, Rheden, Provinz Gelderland) war ein niederländischer Seeoffizier und Politiker der Liberale Unie, der unter anderem zwischen 1894 und 1897 im liberalen Kabinett Röell Marineminister war. 1896 gelang ihm eine Erweiterung des Flottenplans seines Vorgängers Joannes Coenraad Jansen von 1892, so dass das Parlament (Generalstaaten) den Bau von drei weiteren Kreuzern beschloss.

## Beschluss
Jonkheer Herman Marinus van der Wijck war der Sohn von Herman Constantijn van der Wijck, der Mitglied des Rates von Niederländisch-Indien war. Sein älterer Bruder Carel Herman Aart van der Wijck war zwischen 1893 und 1899 Generalgouverneur von Niederländisch-Indien, während sein jüngerer Bruder Hermann van der Wijck Mitglied des Staatsrates (Raad van State) war. Ein anderer jüngerer Bruder Otto van der Wijck war Kolonialbeamter in Niederländisch-Ostindien und sein Bruder Johan Cornelis van der Wijck Generalleutnant.
Er absolvierte eine Ausbildung zum Seeoffizier bei der Königlichen Marine (Koninklijke Marine) und wurde am 1. Januar 1865 zum Leutnant zur See (Luitenant-ter-zee tweede klasse) sowie am 10. Mai 1875 zum Oberleutnant zur See (Luitenant-ter-zee eerste klasse) befördert. Als solcher war er vom 16. Juni 1882 bis zum 1. Oktober 1883 Kommandant des Dampfschiffs Bonaire, mit der er eine Reise nach Ägypten unternahm. Nach seinem Ausscheiden aus dem aktiven Marinedienste war er zwischen dem 1. Oktober 1883 und dem 9. Mai 1894 Generalsekretär des Marineministeriums (Secretaris-generaal ministerie van Marine) höchster Beamter des Ministeriums. Er war zudem zeitweise Mitglied des Ausschusses zur Gestaltung einer Neuregelung der Finanzbeziehungen zu Niederländisch-Ostindien sowie Sekretär des Rekrutierungsausschusses.
Am 9. Mai 1894 übernahm van der Wijck im liberalen Kabinett Röell selbst das Amt als Marineminister (Minister van Marine) und bekleidete dieses Ministeramt bis zum 27. Juli 1897. Darüber hinaus war er zwischen Mai 1894 und Juli 1897 kommissarischer Sekretär des Ministerrats (tijdelijk Secretaris van de ministerraad). 1894 verteidigte er im Parlament (Generalstaaten) erfolgreich den Vorschlag, zusätzlich zu drei bereits im Bau befindlichen Panzerschiffen die drei Geschützten Kreuzer Holland, Friesland und Zeeland für den Indischen Ozean bauen zu lassen. 1896 entwarf er zudem einen Flottenplan für die niederländischen Gewässer und für Niederländisch-Ostindien. Nach seinem Ausscheiden aus der Regierung übernahm er keine neuen Ämter.